# Zawody na kortach w Sopocie
Ogólnopolskie Zawody w Wieloboju Kulturystycznym, zwane również Zawodami na kortach w Sopocie lub Pucharem Bałtyku – impreza sportowa organizowana w Sopocie w latach 1960–1969, posiadająca nieoficjalny status mistrzostw Polski w kulturystyce.

## Geneza
W połowie lat 50. XX w. w Polsce, za sprawą publikacji redaktora Stanisława Zakrzewskiego nastąpił szybki rozwój kulturystyki. Władze PRL były jednak przeciwne zaszczepianiu zachodnich wzorców na polskim gruncie i na kulturystykę patrzyły nieprzychylnym okiem. Sam Zakrzewski zmierzał do stworzenia odrębnej dyscypliny sportowej, opierającej się nie tylko na budowaniu masy mięśniowej, ale na dążeniu do całościowego rozwoju ładnej sylwetki i sprawności (tzw. polska szkoła kulturystyki). Zaczęto więc kulturystykę propagować w nowej, oryginalnej formie, tzw. wieloboju kulturystycznego, tj. dyscypliny sportowej, która oprócz elementów tradycyjnej kulturystyki – oceny umięśnienia – zawierała jeszcze konkurencje sprawnościowe (gimnastyka) i siłowe (wyciskanie, przysiad ze sztangą itp.). Pomysł zorganizowania ogólnopolskich zawodów w nowatorskiej dyscyplinie pochodził do Stanisława Zakrzewskiego, a za miejsce ich rozgrywania wybrano główny kort Sopockiego Klubu Tenisowego (stąd potoczna nazwa: "zawody na kortach w Sopocie"). Zawody przestały być organizowane wraz z postępującą chorobą, a w końcu śmiercią (w 1972) ich twórcy i orędownika Stanisława Zakrzewskiego.

## Miejsce
Za miejsce rozgrywania zawodów wybrano centralny punkt znanego polskiego uzdrowiska – tenisowe korty niedaleko Grand Hotelu. Odbywały się one corocznie przez dziesięć lat (1960–1969) w lipcu lub sierpniu, w okresie szczytu urlopowego i masowego napływu urlopowiczów z całej Polski nad morze. Na trybuny kortu ściągały tłumy, szczególnie młodzieży. Kulturystyka była w owym czasie w Polsce wciąż jeszcze nowością, atrakcją, budzącą duże emocje. W 1963 roku zawody wyjątkowo zorganizowano w Gdańsku-Wrzeszczu w hali klubu Spójnia.

## Zawody
Zawody rozegrane po raz pierwszy w 1960 roku zawierały obok typowo kulturystycznego pozowania, układ gimnastyczny i dwie konkurencje siłowe: przysiady ze sztangą i wyciskanie sztangi leżąc (konkurencje siłowe w późniejszych latach kilka razy zmieniano). Najwięcej widzów przyciągało samo pozowanie (boje siłowe czy też układy gimnastyczne mało kogo interesowały). Odbywało się ono bez podkładu muzycznego (tak jak dzisiaj). Początkowo nie przeprowadzano eliminacji, więc poziom zawodników był dość zróżnicowany. Z roku na rok poziom zawodów jednak wzrastał i w ciągu dziesięciu lat zawody, z imprezy rozrywkowej prezentującej dość niski poziom, przekształciły się w nieoficjalne mistrzostwa Polski w kulturystyce, w których startowali czołowi polscy kulturyści prezentujący, wprawdzie amatorski, ale już średnioeuropejski poziom. Wzrastała też ranga imprezy – od 1965 były to już zawody międzynarodowe (pierwszą zagraniczną drużyną jaka wzięła w nich udział była grupa zawodników z Czechosłowacji). Od 1967 brali w nich udział (pokazowo) kulturyści z Finlandii, Szwecji i ZSRR. Obowiązywał podział na juniorów i seniorów oraz kategorie wzrostowe do 168 cm i powyżej 168 cm. w roku 1960, i na do 173 cm i powyżej od roku 1967 (w l. 1961–1966 podziału takiego nie było). W imprezie startowali niemal wszyscy czołowi kulturyści polscy tamtego okresu: Andrzej Jasiński, Wiesław Chałas, Wiesław Wnęk, Antoni Kołecki, Przemysław Kwiatkowski, bracia: Bogusław i Mieczysław Krydzyńscy, Paweł Przedlacki i inni.
W 2008 roku lokalni entuzjaści kulturystyki i kultury fizycznej powrócili do pomysłu organizacji zawodów kulturystycznych w Sopocie, opartych na idei i konwencji turnieju z lat 60., organizując I Zawody Kulturystyczne i Fitness w Sopocie.

## Zwycięzcy
| Rok  | Juniorzy                                                    | Seniorzy                                                    |
| ---- | ----------------------------------------------------------- | ----------------------------------------------------------- |
| 1960 | Czesław Parysek (do 168 cm) Lech Bednarek (+168 cm)         | Andrzej Jasiński (do 168 cm) Jerzy Grodek (+168 cm)         |
| 1961 | Antoni Pietruszek                                           | Andrzej Jasiński                                            |
| 1962 | Wiesław Chałas                                              | Zbigniew Bieliński                                          |
| 1963 | Edmund Kołecki                                              | Przemysław Kwiatkowski                                      |
| 1964 | Stefan Niedziałkowski                                       | Przemysław Kwiatkowski                                      |
| 1965 | Mieczysław Krydzyński                                       | Przemysław Kwiatkowski                                      |
| 1966 | Mieczysław Krydzyński                                       | Jan Włodarek                                                |
| 1967 | Wiesław Czerski (do 173 cm) Mieczysław Krydzyński (+173 cm) | Andrzej Laskowski (do 173 cm) Antoni Kołecki (+173 cm)      |
| 1968 | Zbigniew Hanusiak (do 173 cm) Sławomir Filipowicz (+173 cm) | Stefan Polis (do 173 cm) Antoni Kołecki (+173 cm)           |
| 1969 | Andrzej Balcerzak (do 173 cm) Paweł Przedlacki (+173 cm)    | Przemysław Kwiatkowski (do 173 cm) Antoni Kołecki (+173 cm) |